# El Pou de glaç (Aiguamúrcia)
El Pou de glaç és una obra d'Aiguamúrcia (Alt Camp) inclosa a l'Inventari del Patrimoni Arquitectònic de Catalunya.

## Descripció
En queda el clot i un bocí de paret d'uns tres metres d'alçada. És ple de vegetació. La nevera és de molt mal trobar, perquè queda oculta pel bosc i els esbarzers.
Diàmetre aproximat: 4-5 metres. A poca distància del pou, al fons del torrent de la Masó, que aflueix a l'esquerra del riu Gaià entre Santes Creus i Aigumúrcia, hi ha una bassa antiga, que s'omplia de pressa i que devia servir perquè s'hi fes el gel. A l'hivern, hi glaça molts dies, amb glaçades fortes.